# Andingmen

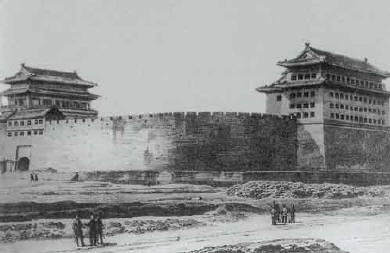
Veduta delle fortificazioni di Andingmen (1860).

Andingmen (cinese: 安定門T, 安定门S, ĀndìngménP, lett. "Porta della Stabilità/Porta della Pace Garantita") era una delle porte nelle mura della città di Pechino al tempo dei Ming e dei Qing. Fu demolita insieme al resto delle mura cittadine negli anni '60 ma il nome "Andingmen" restò ad indicare quella porzione della città. Fa oggi parte del distretto cittadino di Dongcheng.

## Storia

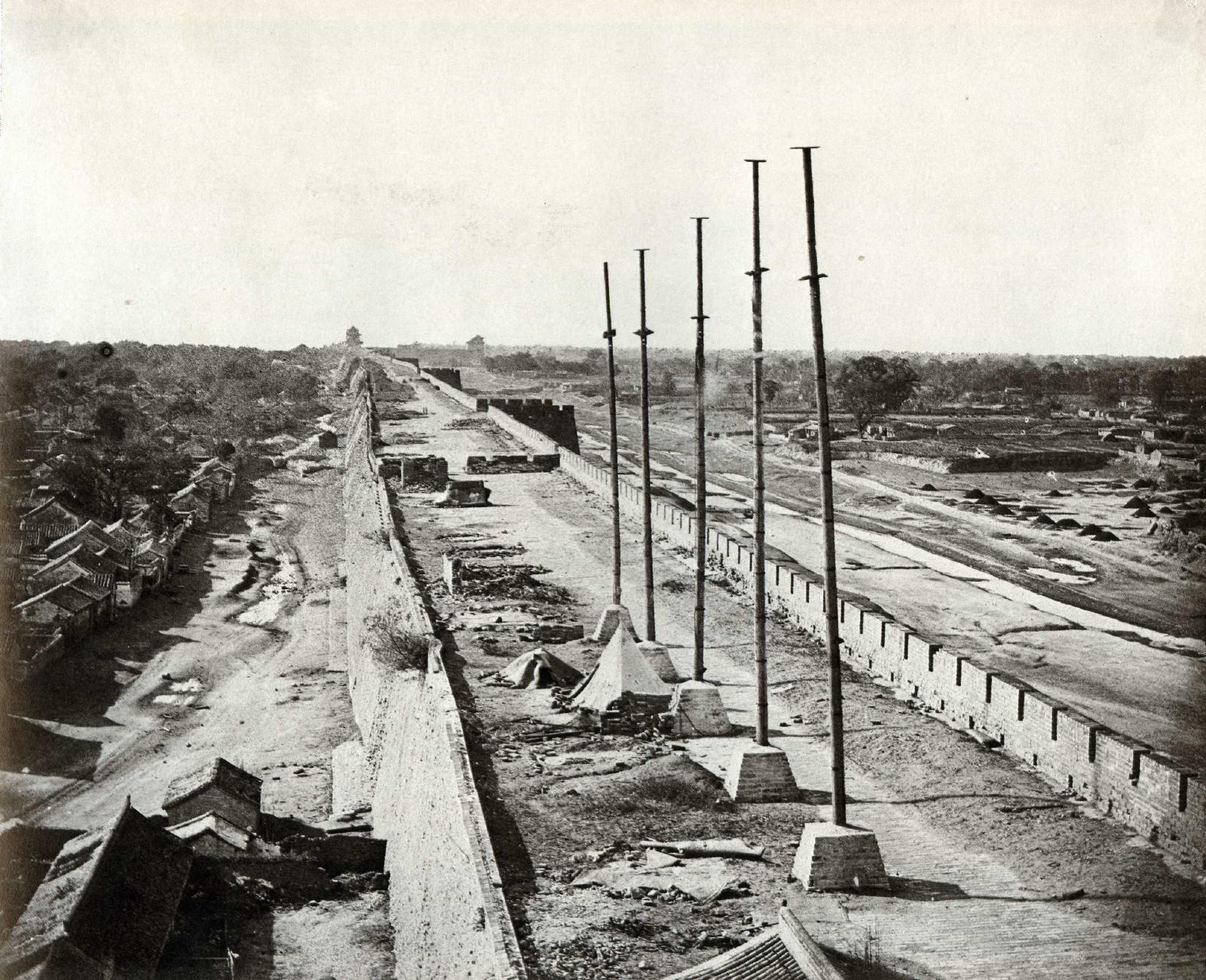
Veduta del camminamento sopra le mura di Pechino da Andingmen (1860).

Andingmen era situata sul lato occidentale delle mura settentrionali della c.d. "Città Interna di Pechino". Fu costruita quando la porta Anzhenmen (安貞 門T) della vecchia capitale mongola di Dadu (grosso modo sovrapponibile alla Città Interna) fu spostato a sud al principio dell'Era Ming (spec. regno di Zhengtong, 1435-1449). Il nome era benaugurate e auspicava "pace e tranquillità sotto i cieli (天下 安定)".
 
Andingmen era nota in modo informale come Shengmen (生 门S, lett. "Raccolto abbondante"). L'Imperatore usava sempre questa porta quando lasciava la città per recarsi al Tempio della Terra, dove pregava per un raccolto abbondante. Fuori Andingmen si trovavano i depositi del letame utilizzato per fertilizzare i campi e da lì transitavano i carri che portavano il letame verso le fattorie in campagna. Tra la porta fortificata ed i limitrofi borghi extra-murari, sorti sui resti delle mura settentrionali di Dadu, esisteva una spianata per garantire piena operatività al sistema difensivo.
La struttura fortificata comprendeva una porta-torre costruita su di una piattaforma rialzata inglobata dalla cinta muraria urbana, una torre d'avvistamento posta davanti alla porta-torre e un barbacane che raccordava le due torri e la cinta:
- la porta-torre era di 31x16,05 m e 36 m di altezza;
- il barbacane misurava 68x62 m, con una chiusa e un arco sul lato occidentale.

Le porte-torri delle Città Interna di Pechino furono tutte costruite nello stile multi-gronda "Xieshanding", con tetti coperti da tegole tubolari grigie e piastrelle smaltate verdi. La porta-torre di Andingmen rientra nel novero delle quattro più piccole, insieme a Deshengmen, Chaoyangmen e Fuchengmen.

Delle nove porte della Città Interna, sette avevano un tempio dedicato a Guan Yu (c.d. "Guandimiao") costruito all'interno del loro barbacane. Andingmen e Deshengmen avevano invece i templi dedicati a Zhenwu (Zhenwumia), patrono dei soldati, poiché queste porte venivano utilizzate dai militari che entravano e uscivano dalla città. Il tempio di Andingmen era posiziona a ridosso della torre di guardia e composto da una mezza dozzina di piccoli padiglioni disposti intorno a cortili ornati da ailanti.
Andingmen subì due fasi distinte di demolizione.

Il barbacane fu smantellato nel 1915, al tempo dei primi, limitati lavori di smantellamento delle fortificazioni di Pechino diretti dal c.d. "Governo Beiyang". La porta-torre e la torre di guardia furono demolite nel 1969, durante i grandi lavori di costruzione della Metropolitana di Pechino avviati nel 1965. Durante la demolizione, fu condotto un piccolo esperimento per testare l'integrità strutturale della porta-torre: si scoprì che la struttura poteva sporgersi in avanti di 15 gradi senza crollare.

## Andingmen oggi
Dove un tempo sorgeva la porta vera e propria si trova ora il Ponte di Andingmen, un cavalcavia a rotatoria sulla Seconda Tangenziale Nord che collega la Andingmen Inner Street (interno della città murata) con Andingmen Outer Street (esterno della città murata). Nelle vicinanze si trovano le fermate di autobus e filobus e la stazione Andingmen della metropolitana di Pechino. Ju'er Hutong (cinese: 菊兒衚衕T, 菊儿胡同S, Jú'ér HútòngP) è un quartiere molto popolare per i residenti non cinesi. Si trova a sud-ovest di Jiaodaokou, appena ad est di Shichahai e della Torre del Tamburo. Yongkang Hutong (cinese: 永康胡同S, Yǒngkáng HútòngP) è un'altra popolare località residenziale per non cinesi a Pechino.